# 克里武哈
50°24′2″N 25°37′46″E / 50.40056°N 25.62944°E
克里武哈（烏克蘭語：Кривуха），是烏克蘭的村落，位於該國西北部羅夫諾州，由杜布諾區負責管轄，始建於1573年，面積0.68平方公里，海拔高度212米，2001年人口308，人口密度每平方公里454.3人。